# Indépendance vénète
Indépendance vénète (en italien, Indipendenza Veneta) est un parti politique de Vénétie qui prône l'indépendance de cette région, fondé en mai 2012.
Lors des élections générales italiennes de 2013, il obtient 29696 voix (1,1 %) au Sénat et 33274 voix (1,2 %) à la Chambre, avec Lodovico Pizzati comme leader.